# John Hammond

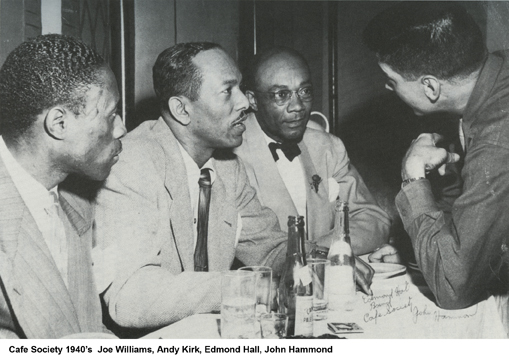
John Hammond (ganz rechts) in den 1940ern

John Henry Hammond II (* 15. Dezember 1910 in New York City; † 10. Juli 1987 ebenda) war ein US-amerikanischer Plattenproduzent, Musiker und Musikkritiker. Er war ein bedeutender Talent-Scout der amerikanischen populären Musik und wurde bekannt durch die Organisation der ersten Band von Benny Goodman sowie die Entdeckung von Billie Holiday und Count Basie. Später entdeckte, förderte und vermarktete er unter anderem Pete Seeger, Big Joe Turner, George Benson, Bob Dylan, Bruce Springsteen, Leonard Cohen, Aretha Franklin und Stevie Ray Vaughan.

## Familienhintergrund/frühe Jahre
Hammond stammte aus einer reichen Familie der New Yorker Upper East Side; er war ein Urenkel von William Henry Vanderbilt. Seine Eltern waren der aus Louisville (Kentucky) stammende James Henry Hammond und dessen Frau Emily Vanderbilt Sloane. Hammond wurde nach seinem Großvater väterlicherseits benannt, General John Henry Hammond. Schon früh begann er sich für Musik zu interessieren und erlernte ab vier Jahren das Klavierspiel, ab acht Jahren das Geigenspiel. Seine Mutter drängte ihn zur klassischen Musik, er war aber eher an der Musik der afroamerikanischen Bediensteten interessiert; 1923 hatte er bei einem Aufenthalt in London den Jazzpianisten Arthur Schutt gehört.
In seiner Jugend zog er durch Harlem, wo er 1927 Bessie Smith im Alhambra Theater hörte, was seinen Musikgeschmack für den Rest seines Lebens prägte. 1928 begann er, Violine und Viola an der Yale University zu studieren, besuchte aber häufig New York, schrieb nebenbei für Magazine und war als politischer Aktivist tätig. So lieferte er 1931 Nahrungsmittel an streikende Arbeiter in Kentucky und wurde 1935 aktives Mitglied in der NAACP. Schließlich brach er sein Studium ab, um US-Korrespondent des britischen Melody Maker zu werden. Seine Schwester Alice Hammond Duckworth heiratete unterdessen seinen Freund Benny Goodman.

## Plattenproduzent
1931 begann Hammonds Karriere als Plattenproduzent mit Aufnahmen des Pianisten Garland Wilson. Hammond zog nach Greenwich Village, war einer der ersten Organisatoren regelmäßiger Live-Jazzprogramme im Radio und schrieb nach eigenen Worten (in seiner 1977 erschienenen Autobiografie) über Jazz auch, um Zeichen gegen die Rassentrennung zu setzen, die damals auch in New York im Publikum der Jazzveranstaltungen und in den Orchestern fast noch durchgängig praktiziert wurde.
Im Jahre 1933 wurde er Produzent bei Columbia Records. Hammond wurde zu einem der wichtigsten Förderer der Swing-Bewegung, wo er auch auf die Besetzungen Einfluss nahm. Er spielte in der Organisation von Benny Goodmans Band eine Rolle, den er überzeugte, afroamerikanische Musiker wie Charlie Christian, Teddy Wilson und Lionel Hampton zu engagieren. 1933 hörte er die damals 17-jährige Billie Holiday in Harlem; Bernie Hanighen und Hammond verhalfen ihr zu ihren ersten Aufnahmen bei Benny Goodman. 1937 wurde er in den Beirat der Hot Record Society berufen. Im selben Jahr hörte er das Count Basie Orchestra in einer Radioübertragung aus Kansas City und brachte die Band nach New York, wo sie bald zu einem der führenden Swing-Orchester wurden (wobei Hammond ebenfalls die Besetzung der Band mitbestimmte). 
Als Kritiker neigte Hammond einerseits zu enthusiastischer Unterstützung, andererseits war er unter den Musikern bald gefürchtet – von ihm häufig in einem Club nebenbei gemachte Bemerkungen konnten Karrieren entscheiden (Ablehnung formulierte er meist als: „It stinks“). Einige der Bands, wie die von Duke Ellington, konnten sich seinem Einfluss entziehen, wurden von ihm aber hart kritisiert.
1938/39 organisierte Hammond die beiden Konzerte From Spirituals to Swing in der Carnegie Hall, in denen er Jazz-, Blues- und Gospelmusiker präsentierte wie Ida Cox, Big Joe Turner, Sister Rosetta Tharpe, das Count Basie Orchester, Sidney Bechet, Sonny Terry, James P. Johnson und Big Bill Broonzy. Viele Musiker traten auch in dem Greenwich-Village Club Café Society auf, der 1938 gegründet wurde und ein Treffpunkt linker Intellektueller der 1940er Jahre war (sowie regelmäßiger Auftrittsort von Billie Holiday). Hammond bestimmte wesentlich das musikalische Programm des Clubs, der 1947 in der beginnenden McCarthy-Ära geschlossen wurde. Von der Bebop-Bewegung, die nach seiner Rückkehr vom Militärdienst im Zweiten Weltkrieg den Jazz in New York bestimmte, nahm er wenig Notiz. Im Jahre 1948 wechselte Hammond zu Mercury Records.
Im Jahr 1953 ging er zum Label Vanguard Records, das Maynard und Seymour Solomon gegründet hatten. Zuvor hatte er in einem Artikel in der New York Times das schlechte Aufnahmeniveau der aktuellen Jazzplatten beklagt. Bei Vanguard erhielt er Gelegenheit, in den nächsten vier Jahren über vierzig Alben zu produzieren, meist mit Musikern, die er aus der Vorkriegszeit kannte, etwa mit Basie-Veteranen wie Buck Clayton, Vic Dickenson, Jo Jones sowie swing-beeinflussten Künstlern wie Ruby Braff, Mel Powell oder Sir Charles Thompson. Die meisten dieser Aufnahmesessions fanden in der Masonic Hall in Brooklyn statt.
2002 veröffentlichte Prince auf seinem Album One Nite Alone … einen Song mit Namen Avalanche, in dem er Hammond gegenüber seine Verachtung ausdrückt, weil dieser afroamerikanische Musiker ausgebeutet habe.
In der Filmbiografie Bessie aus dem Jahr 2015 über Bessie Smith wird Hammond in einer Nebenrolle von Bryan Greenberg dargestellt.

## Die 1960er Jahre
Ende 1959 kehrte er wieder zu Columbia Records zurück. Er brachte Pete Seeger und Babatunde Olatunji zu Columbia und entdeckte die damals 18-jährige, als Gospelsängerin auftretende Aretha Franklin. 1961 hörte er den Folksänger Bob Dylan auf einer Session für Carolyn Hester und nahm ihn unter Vertrag. Die Lieder Blowin’ in the Wind und A hard rain’s a-gonna fall wurden von ihm produziert. Außerdem holte er Leonard Cohen und Bruce Springsteen zu Columbia. 1975 ging er bei der Plattenfirma in den Ruhestand, arbeitete aber weiter als Talentscout, etwa indem er 1983 den Gitarristen Stevie Ray Vaughan verpflichtete.
1971 erhielt Hammond für sein Lebenswerk einen Grammy Trustees Award und 1986 wurde er in die Rock and Roll Hall of Fame aufgenommen.
Hammond starb 1987 nach einer Reihe von Schlaganfällen. Er war der Vater des Bluesmusikers John P. Hammond (bekannt als John Hammond, Jr.), ein Neffe des ehemaligen US-Botschafters in Spanien, Ogden Hammond, und ein Cousin der Bürgerrechtlerin und Kongressabgeordneten Millicent Fenwick.